# Koo Ja-Cheol
Koo Ja-Cheol, född 27 februari 1989 i Chungju, är en sydkoreansk fotbollsspelare som spelar för Jeju United. Han har tidigare spelat för VfL Wolfsburg, Mainz 05, FC Augsburg, Al-Gharafa och Al-Khor.
Han tog OS-brons i herrfotbollsturneringen vid de olympiska fotbollsturneringarna 2012 i London. 